# Лихитченко, Аза Владимировна
А́за (Аза́лия) Влади́мировна Лихи́тченко (20 ноября 1937, Москва — 6 июля 2024, Москва) — советская и российская телеведущая, народная артистка РСФСР (1988). Диктор Центрального телевидения СССР и ведущая информационной программы «Время» на Первой программе ЦТ и Первом канале Останкино (1968—1993).

## Биография
Аза (Азалия) Владимировна Лихитченко родилась 20 ноября 1937 года в Москве. С раннего детства мечтала стать актрисой. В 1960 году окончила Школу-студию МХАТ, курс П. В. Массальского. Её однокурсниками были Владимир Высоцкий, Валентин Никулин, Георгий Епифанцев.
Ещё будучи студенткой Школы-студии МХАТ, она прошла конкурс на диктора телевидения, ставший судьбоносным. Но сразу после окончания студии уехала в Крым, где была принята в труппу и некоторое время играла на сцене Севастопольского русского драматического театра. Однако в сентябре её вызвали для работы на телевидении, и ей пришлось уйти из театра. 14 сентября 1960 года Лихитченко стала штатным сотрудником Гостелерадио СССР.
В 1961 году снялась в эпизодической роли в фильме Анатолия Рыбакова «В начале века», посвящённом жизни и деятельности молодого В. И. Ленина. Позже несколько раз появлялась на экранах в фильмах-спектаклях — «Интервью у весны», «Вы умеете играть на пианино?», «Вера», «Институт бабушек». В каждой кинокартине играла ведущих телепередач.
После выхода в эфир информационной программы «Время» в 1968 году, Аза Лихитченко стала одной из основных её ведущих. Диктором Центрального телевидения Гостелерадио СССР работала до 1993 года, в то же время была назначена директором дикторского отдела и являлась наставницей для начинающих карьеру дикторов и телеведущих, впоследствии ставших знаменитыми, в частности, её воспитанница — Екатерина Андреева.
Скончалась 6 июля 2024 года в Москве на 87-м году жизни. Похоронена в Москве на Троекуровском кладбище.

## Личная жизнь
- Первый муж — Александр Георгиевич Менделеев (1935—2013), журналист и сценарист; в браке была 17 лет.
  - Дочь — Екатерина — химик, преподаватель.
    - Внук — Дмитрий — химик, научный сотрудник института РАН.
- Второй муж — Александр Михайлович Ботвинов, врач-хирург, развод оформлен в 2000 году. В этом браке детей не было.

## Награды, звания
- 1976 — Заслуженная артистка РСФСР
- 1988 — Народная артистка РСФСР
- 2011 — Орден Дружбы — за большие заслуги в развитии отечественного телерадиовещания и многолетнюю плодотворную деятельность[4]